# Dasychira innocens
Dasychira innocens är en fjärilsart som beskrevs av Emilio Berio 1943. Dasychira innocens ingår i släktet Dasychira och familjen tofsspinnare. Inga underarter finns listade i Catalogue of Life.